# Agglomération de Cookshire-Eaton
L'agglomération de Cookshire-Eaton est une agglomération de deux municipalités située dans la région administrative de l'Estrie, au Québec.
Elle fut fondée en 2006 au Québec lors de la défusion de Newport. 

## Municipalités constituantes
| Nom             | Type         | Population (2021) | Superficie km2 | Densité hab./km2 |
| --------------- | ------------ | ----------------- | -------------- | ---------------- |
| Cookshire-Eaton | Ville        | 5 344             | 296,19         | 17,89            |
| Newport         | Municipalité | 698               | 270,62         | 2,56             |
| Total           | Total        | 6 042             | 566,81         | 10,66            |